# Çiftlik, Beyşehir
Çiftlik là một xã thuộc huyện Beyşehir, tỉnh Konya, Thổ Nhĩ Kỳ. Dân số thời điểm năm 2011 là 204 người.